# Эскимосские языки
Эскимосские языки и диалекты — объединение родственных идиомов, которые, по наиболее распространённой оценке, составляют часть (ветвь, группу) эскимосско-алеутской языковой семьи. В новой гипотезе, выдвинутой О. А. Мудраком, отрицается эскимосско-алеутское единство: эскимосские относятся к алтайским, алеутский причисляется к палеосибирской языковой (макро)семье и в её пределах определяется как ближайший к чукотско-камчатским.

## Состав
- юпикская группа
  - аляскинская подгруппа:
    - алютикский язык — 200 чел. (США)
    - центрально-юпикский язык — 10 тыс. чел. (США)

  - сибирская подгруппа (юитский язык):
    - науканский язык — 60 чел. (Россия)
    - чаплинский язык — 1200 чел. (Россия, США)
- сиреникский язык (вымерший)
- инуитская группа
  - аляскинско-инуитский язык (инюпиак) — 5580 чел. (США) 
    - язык инуитов Северной Аляски
    - язык инуитов Северо-Западной Аляски

  - гренландский язык — 50 тыс. чел. (Гренландия)
  - инуктитут — 36 тыс. чел. (Канада: Нунавут, Лабрадор) 
    - западно-канадский инуитский язык (Канада: СЗТ)
    - восточно-канадский инуитский язык

Место сиреникского языка в классификации эскимосско-алеутских языков точно не установлено. В то время как некоторые лингвисты перечисляют его к группе юпик, другие выделяют его в отдельную ветвь эскимосских языков, наряду с юпик и инуит.
Языки группы юпик распространены на Чукотке, западном и юго-западном побережье Аляски с прилегающими островами; языки группы инуит — на северном побережье Аляски и далее на восток до Гренландии. Граница двух групп проходит через посёлок Уналаклит на западном побережье Аляски.

## Генетические связи
Традиционно место эскимосско-алеутской семьи в системе языков мира определялось с ареальных позиций. В русской языковедческой литературе по традиции, восходящей к опубликованной в конце XIX в. классификации Л. Шренка, эскимосско-алеутскую семью относят к палеоазиатским языкам; в американской традиции её либо рассматривают как одну из языковых семей индейцев Америки, либо выделяют изолированно.
До настоящего времени не удаётся выяснить внешние генетические связи эскимосско-алеутской семьи. Предпринимались попытки доказать её родство:
1. с урало-алтайскими языками: Кристиан Уленбек — на основании ряда сходных суффиксов, Орельеном Соважо — на основании якобы полной структурной идентичности системы спряжения и притяжательных форм имени, схождений в способе образования притяжательной конструкции; Т. Ульвинг — указывая, что градация согласных в эскимосском относится к тому же типу, что и в уральских; два последних исследователя допускали многочисленные неточности в записи эскимосских слов; К. Бергсланд, наиболее серьёзно из всех, — на основании значительной структурной идентичности по всем уровням, с привлечением (впервые) алеутского материала; М. Фортескью предпринял попытку сближения языков эскимосско-алеутской семьи с юкагирским языком на основании сходства морфологических показателей, в частности падежных; О. Мудрак обосновывает ностратическое происхождение базисной лексики в эскимосских языках, при этом они оказываются особенно близкими к алтайским[4], эскимосско-алеутское единство отрицает и сравнивает алеутский с палеосибирскими (чукотско-камчатские, юкагирские, айнский, нивхский)[5][6];
2. с индоевропейскими языками: К. Уленбек — на базе около 40 лексических схождений; У. Талбитцер насчитал около 60 предположительно общих корней, использовал материалы Уленбека со значительными поправками с учётом новых данных индоевропеистики (хеттский язык); Л. Л. Хаммерих усматривал схождения в области структуры слова, указывал на возможность существования в праиндоевропейском падежной системы эскимосского типа, привлекал ларингалы для объяснения увулярных в эскимосском.
3. с языками американских индейцев: Н. Хольмер сближает эскимосский с языками кечуа и квакиутль скорее в типологическом плане, но не исключает и генетических связей.
4. с языками ностратической семьи.

Ни одна из этих гипотез не признана научным сообществом.
Александр Вовин отмечает, что в северных тунгусских языках, на которых говорят в восточной Сибири и на северо-востоке Китая, есть эскимосско-алеутские заимствованные слова, которых нет в южном тунгусском, подразумевая, что на эскимосско-алеутских языках когда-то гораздо чаще говорили в восточной Сибири. Вовин подсчитал, что эскимосо-алеутские заимствования в Северном Тунгусе были заимствованы не более 2000 лет назад, то есть когда тунгусы жили к северу от своей родины в среднем течении реки Амур. Вовин считает, что родина прото-эскимосов-алеутов  находится в Сибири, а не на Аляске.

### Гипотеза о родстве эскимосских с алтайскими
В новой гипотезе, выдвинутой О. А. Мудраком, отрицается эскимосско-алеутское единство: эскимосские относятся к алтайским, алеутский причисляется к палеосибирской языковой (макро)семье и в её пределах определяется как ближайший к чукотско-камчатским.
В 2011 году О. А. Мудраком была выпущена монография под названием «Эскимосский этимологикон». «Эскимосский этимологикон» представляет собой этимологические словари эскимосского праязыка (около 1800 вхождений), а также основ подгрупп юпик (около 850 вхождений) и инупик (более 400 вхождений), не нашедших внутренней этимологии. Проведено сопоставление с лексическим материалом алтайских языков(около 1200 вхождений) и архаичных языковых подгрупп Северо-Восточной Азии, указывающих на ареальные контакты и заимствования (в том числе и алтайского праязыка). Приводятся эскимосская реконструкция, реконструкция эскимосских подгрупп, регулярные соответствия консонантизма между алтайским праязыком и эсскимосским. Работа снабжена индексами значений, индексами языковых эскимосских подгрупп и привлекаемого для сравнения материала других языков и семей. В книге, кроме доказательства вхождения эскимосского языка в алтайскую семью, определяется внешний круг ареального языкового союза, включавшего эскимосский язык.

## Фонетико-грамматические характеристики
Основной набор гласных: краткие и долгие [a], [i], [u]. Существуют аллофоны, зависящие от фонетического окружения.
Различаются велярные и увулярные (соответственно [k], [g], [x] и [q], [ɢ], [χ]). Представлены губные [p], [β], [f].
Префиксы отсутствуют, агглютинации в значительной степени является основным морфонологическим средством; есть значительные отклонения в сторону фузии. Число морфологических порядков, или, иначе говоря, средняя длина глагольного слова в эскимосских языках большая.
Эскимосские языки относятся к эргативным. Субъект непереходного глагола кодируется в падежных показателях имени и личных показателях глагола так же, как объект переходного, и иначе, чем агенс переходного глагола. Эта система последовательно проходит по всем временам, лицам и наклонениям глагола и затрагивает также некоторые синтаксические явления (такие, как продвижение именной группы в позицию абсолютного падежа, а не падежа «подлежащего», образование каузативов, кореференция именных групп и т. п.).
В эскимосских языках развита система личного спряжения. Глаголы подразделяются на одно- и двуличные: в двуличном глаголе может выражаться одно из трёх лиц и одно из трёх чисел (включая двойственное) как агенса, так и прямого объекта; общее количество лично-числовых форм двуличного глагола (в одном времени) в некоторых эскимосских языках доходит до 63.
В эскимосских языках чрезвычайно развит синтетический способ словообразования, как внутриклассного (модификация глагольной основы, в результате которой получается более сложный по значению глагол), так и междуклассного (глагол в языке может быть порождён с помощью специальных суффиксальных показателей практически от любой основы — именной, местоименной, междометной и др.). В одной глагольной форме может быть выражено суффиксально до 12 грамматических категорий, ср. аз.-эск. аӷуляӄ-сюӷ-ма-ӈиӄ-сяӽ-т-а-ø-тын «говорят, что ты не хотел приехать, но…», где аӷуляӄ — основа со значением «приезжать», -сюӷ- — префикс модальности желания, -ма- — показатель прошедшего времени, -ӈиӄ- — суффикс передачи чужой речи, -сяӽ- — суффикс действия, не приведшего к ожидаемому итогу, -т- — показатель финитности, -а- — показатель индикатива, или двуличной формы, -ø- — 3 л. ед. ч. агенса, -тын — 2 л. ед. ч. объекта; таги-пыстаг-йаӽӽа-ма-йаӷ-т-у-ӈа «Я обязательно должен был прийти, но…», где таги- — основа со значением «приходить», -пыстаг- — оценочный показатель со значением «обязательно», -йаӽӽа- — показатель модальности долженствования, -ма- — показатель прошедшего времени, -йаӷ- — суффикс действия, не приведшего к желаемому итогу, -т- — показатель финитности, -у- — показатель индикатива для одноличной формы, -ӈа- — 1 л. ед. ч. субъекта.
В эскимосских языках значительное развитие получила система глаголов зависимого действия. Эти формы употребляются только в качестве сказуемых зависимых предложений и выражают широкий спектр значений — временных, условных, уступительных, противительных и т. п. Например: акузи-йа-ми «когда (после того, как) он сказал», акузи-маӷ-ми «когда (по мере того, как) он говорил», акузи-ку-ма «если я скажу», акузи-ма-йаӄу-ма «если бы я сказал (раньше, в прошлом)», акузи-вагиля-н «пока он не сказал», акузи-ӷӈа-ма «хоть я и сказал» и др.
Внутри эскимосской ветви можно выделить следующие основные различия. В языках юпик, по сравнению с языками инуит, произошла потеря начального i; потеря i и иногда a между близкими по артикуляции согласными, сохранение различения глухого l̥ и звонкого l; сохранение носового в сочетаниях ml и ngl (в инуитских языках ml > vl; в некоторых случаях переход j > s; ярко выражено соответствие гренл. s юпикскому t (гренл. isertoq — юпик. itertoq «он пришёл»). Ср.:
|                  | Юпикские языки      | Юпикские языки | Инуитские языки | Инуитские языки |
| центральный юпик | азиатских эскимосов | инуитов Аляски | гренландский    |                 |
| ---------------- | ------------------- | -------------- | --------------- | --------------- |
| «вода»           | miq                 | miq            | imiq            | imiq            |
| «четыре»         | ctamat              | stamat         | sisamat         | sisamat         |
| «человек»        | juk                 | juk            | inuk            | inuk            |
| «рука»           | tal̥iq               | tal̥iq          | talik           | taliq           |
| «другой»         | al̥l̥a                | al̥a            | alla            | avla            |

Существуют и отличия в дистрибуции фонем: в начальной позиции в юпикских языках могут стоять практически все согласные фонемы, в инуитских — только p, t, k, q, m, n, s (а также l в диалекте барроу в незначительном числе слов). В конце слова в юпикских встречается k, q, ng (для чистой основы) и t, m. n. ng в ряде морфологических форм; в инуитских t, k, q, m, n, ng для диалектов барроу и маккензи, и p, t, k, q для гренландского. Юпикскому -m в конце слова в инуитских всегда соответствует -p (кроме некоторых гренландских диалектов). В юпикских имеется фонематическое противопоставление t/n, в инуитских — постоянно t, за исключением случаев назализации по диалектам.
Отличия в падежной системе: в инуитских различаются аблатив и инструменталис, объединённые в юпикских в один падеж (творительный); впрочем, это объединение происходит уже в инуитских диалектах севера Аляски. Возможно, это результат диффузии с соседним юпикским. В целом юпискские и инуитские языки, несмотря на значительное структурное сходство и большой процент общей по звучанию лексики, почти непонятны друг для друга.